# Gavrinis
Gavrinis (Gavriniz en breton) est une petite île française du golfe du Morbihan, située sur la commune de Larmor-Baden, dans le département du Morbihan, en région Bretagne.

## Géographie
L'île de Gavrinis est située non loin de l'ouverture du Golfe du Morbihan sur la haute mer, à dix minutes en bateau du port de Larmor-Baden, dans le golfe du Morbihan. Il n'y a pas de bourg sur ce rocher granitique de 750 m de long et 400 m de large, soit 30 hectares environ. Le point culminant de l'île domine tous les environs.
L’île est partagée en deux parties : l'une, au sud, appartient au département du Morbihan et l'autre, au nord, est une propriété privée.
Cette dernière a été achetée pour 3,5 millions d'euros, en décembre 2006, par Pierre-Ange Le Pogam, producteur de cinéma ,. Cette vente intéressait le Conseil général du Morbihan qui est déjà propriétaire de 5 000 m2, sur laquelle se trouve le cairn, mais le prix dépassait ses possibilités.

## Histoire
« Une petite chapelle était autrefois édifiée sur Gavr'iniss, à trois cents pas du mystérieux monument. La tradition la donne, comme annexe, à un couvent de Moines rouges, c'est-à-dire aux Chevaliers de Saint-Jean de Jérusalem confondus, par le peuple, avec les Templiers, dont ils héritèrent. Une ferme, pour l'exploitation de l'îlot, a remplacé la chapelle. Dans les ruines de cette dernière, on a trouvé un crucifix, en cuivre rouge, de style et de forme semblables aux crucifix datant de l'époque où vécurent les chevaliers du Temple. »

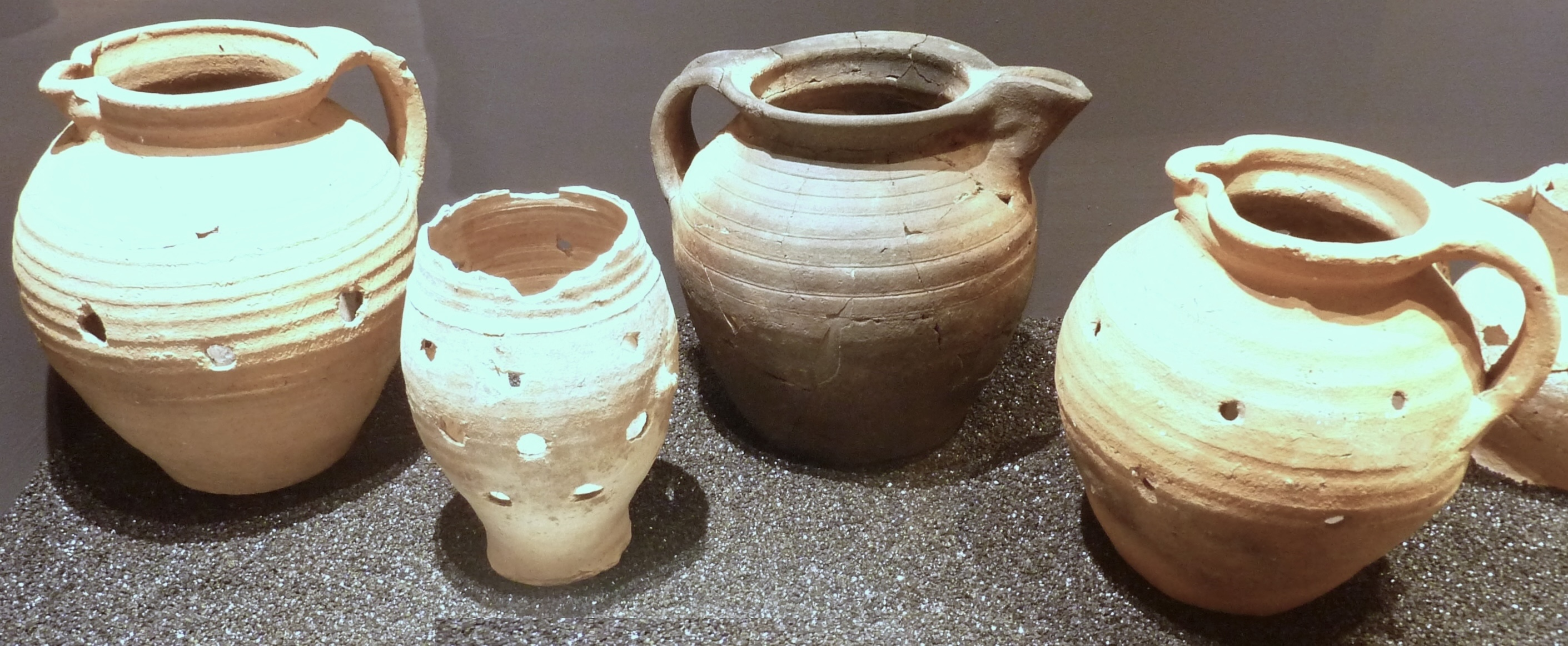
Vases en terre cuite datant du XIIIe siècle ou du XIVe siècle trouvés dans l'île de Gavrinis (Musée d'histoire et d'archéologie de Vannes)

Le nouveau propriétaire a eu de nombreux prédécesseurs. On peut mentionner Nicolas Fouquet, puis un de Keryaval.
L'île fut vendue comme bien national en 1793 et fut achetée par un Arzonnais, Stéphany, dit « l'Ardent ». Elle fut ensuite propriété de l'abbé Hémon de Locmariaquer, du docteur Cauzique, alors maire de Crac'h, d'une demoiselle de Closmadeuc, nièce d'un ancien maire de Vannes qui la vendit au dernier propriétaire, la famille Voituriez.
L'île comportait une ferme qui a longtemps été occupée par des Badennois puis des Larmoriens. Parmi les fermiers, on peut mentionner : les Guillemot, les Brégent, les Le Garrec (Pépé Job et son épouse Guillemette) vers 1920, les Jacob…

## Étymologie
Le nom de Gavrinis est parfois interprété comme un nom dérivé du breton gavr, « chèvre », et enez, « île » (prononcé ici inis), qui signifierait l'île de la chèvre. En effet, la construction de mots et de noms en vieux breton recourt souvent à l'inversion du déterminant et du déterminé par rapport à l'ordre du français ou à l'ordre habituel en breton actuel où l'on dirait enez ar c'havr. Si le suffixe inis provient bien du breton enez, l'interprétation l'île de la chèvre correspond en fait à une étymologie populaire induite par la prononciation moderne du nom de l'île qui n'a rien à voir avec la réalité.
L'étymologie qui a été proposée d'après l'Akkadien qubūru, qui signifie « tombe » ou « trou », pour expliquer le mot gavr n'est pas sérieuse. Elle ne tient pas compte des formes anciennes attestées et omet le fait que les Akkadiens sont un peuple sémitique qui n'a aucun lien avec la Bretagne de cette époque.
En effet, l'île est mentionnée dans des documents anciens sous le nom vieux-breton de Guirv Enes en 1184 et Guerg Enes en 1202. Guerg n'a rien à voir avec le nom de la chèvre en vieux breton qui est gabr (d'où le breton moderne gavr). Guerg est un mot apparenté au gallois moyen gwery, « actif », et au vieil irlandais ferg, « colère » (aujourd'hui fearg) ainsi qu'aux mots germaniques de la famille de work, werk. Il est également apparenté au français dialectal « verchère », du bas-latin uercaria ou auergaria qui est tiré du celtique *are-uerg-aria, champs travaillé. Ce nom pourrait donc signifier « l'île travaillée », « cultivée » et s'opposer ainsi à gueld enes, « l'île inculte », autre nom d'île qui est mentionné comme le premier dans une vie de Saint Maudez recopiée au XVIIe siècle d'après un manuscrit datant du XIe siècle. Il existe un radical vieux celtique, Govero-, qui est associé à l'idée de torrent ou de gouffre. Gavrinis borde le chenal submergé de la rivière de Vannes, là où les courants y sont les plus violents. Le toponyme pourrait donc dériver d'un terme celtique signifiant « l'île du torrent » ou « l'île du gouffre ».

## Le Cairn de Gavrinis
Le cairn situé sur l'île est un monument mégalithique du IVe millénaire av. J.-C.. Il est classé au titre des monuments historiques depuis 1901.

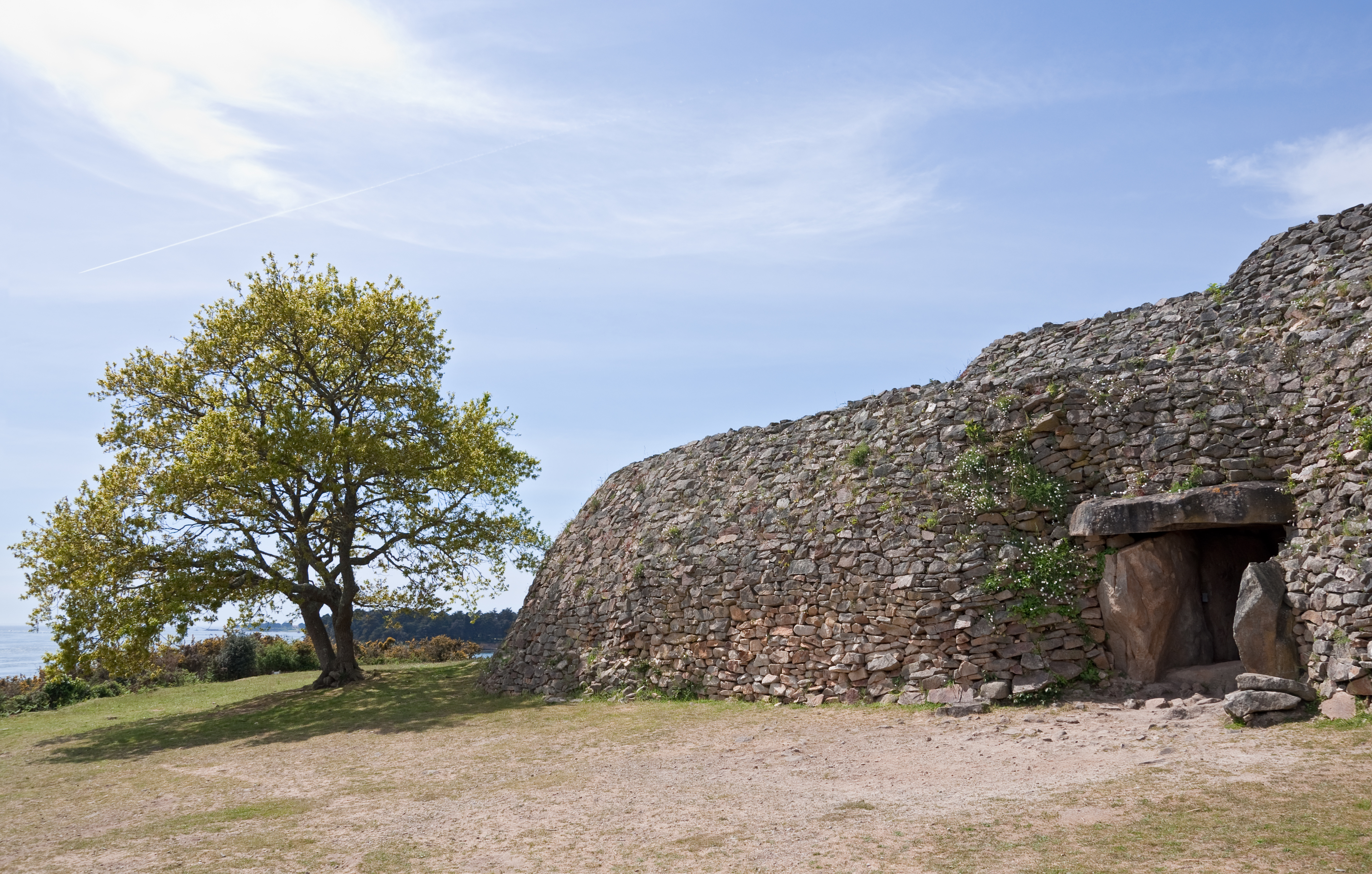
Entrée du cairn de Gavrinis
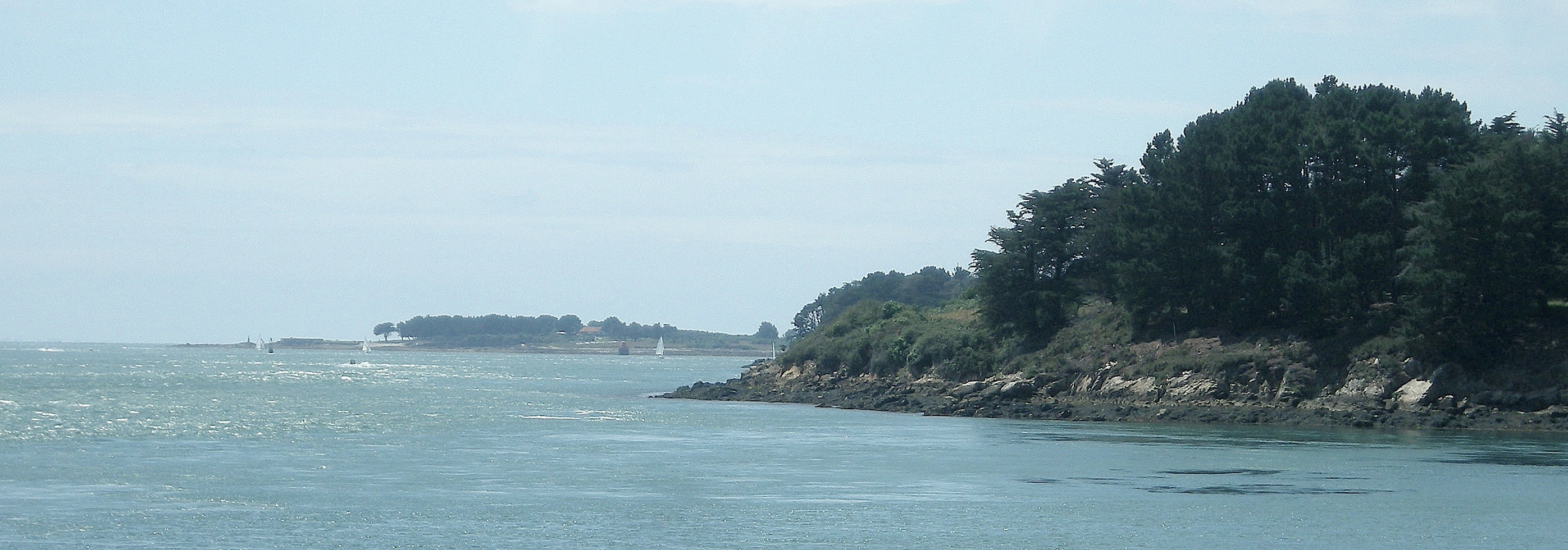
Île de Gavrinis vue depuis l'île de Berder
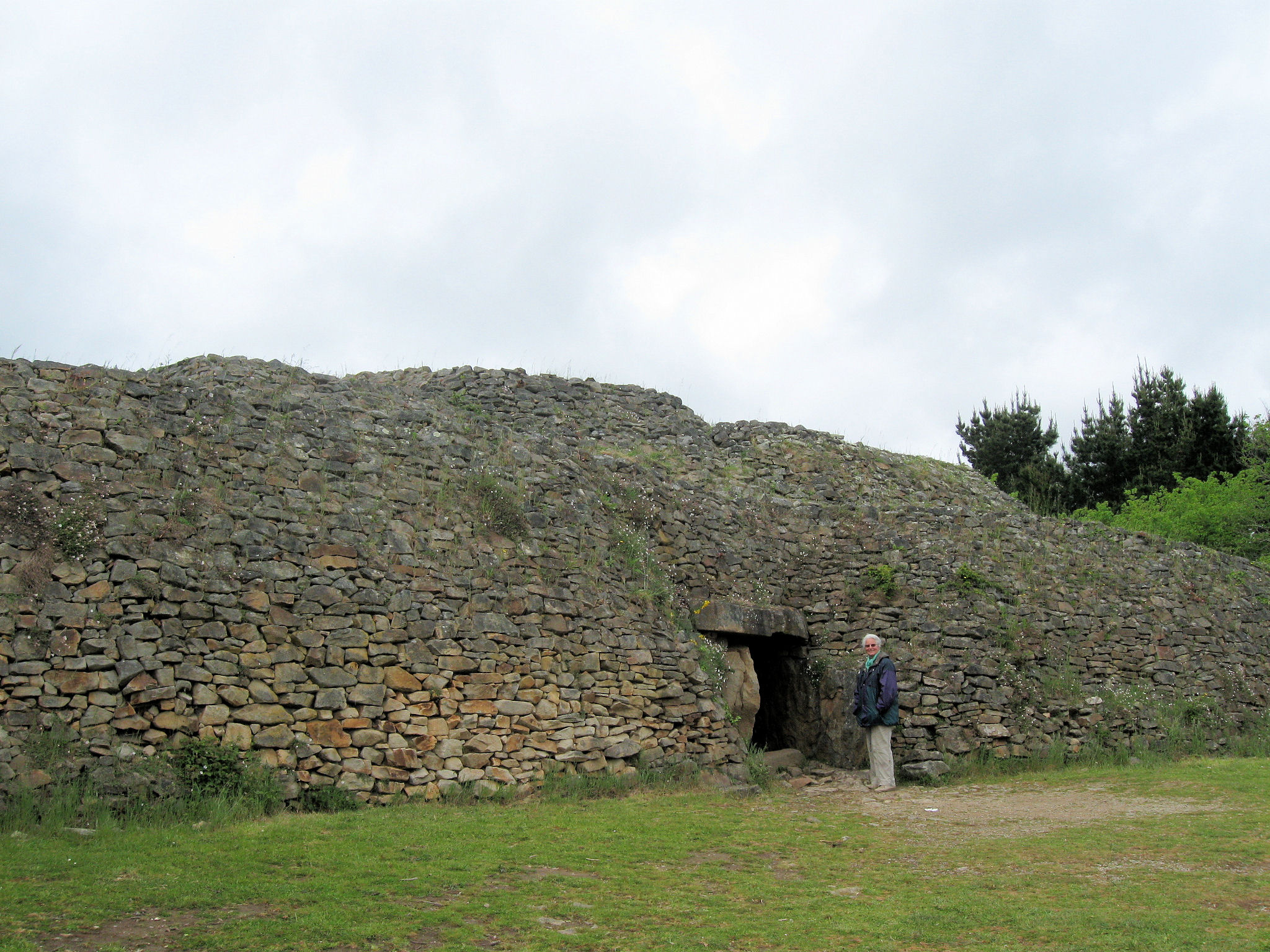
Entrée du cairn vue par la gauche (2009)
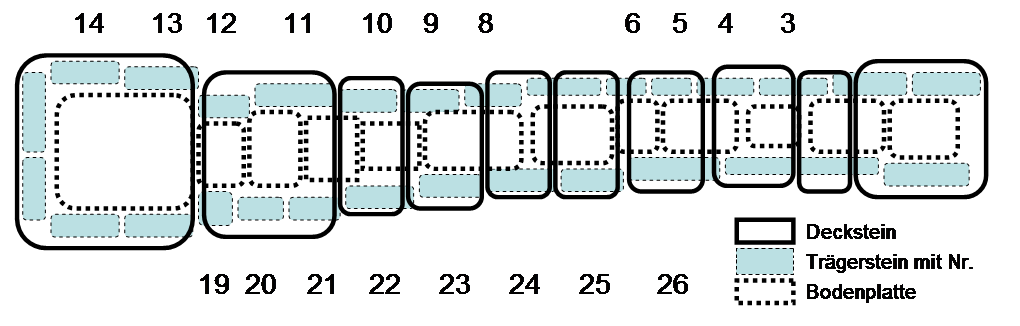
Plan